# Kurtbeliyeniyapan, Kırşehir
Kurtbeliyeniyapan là một xã thuộc thành phố Kırşehir, tỉnh Kırşehir, Thổ Nhĩ Kỳ. Dân số thời điểm năm 2010 là 12 người.